# Paecilaema sinuatum
Paecilaema sinuatum is een hooiwagen uit de familie Cosmetidae.